# Medaile Za osvojení nerostných surovin a rozvoj petrochemického komplexu západní Sibiře
Medaile Za osvojení nerostných surovin a rozvoj petrochemického komplexu západní Sibiře (rusky Медаль «За освоение недр и развитие нефтегазового комплекса Западной Сибири») bylo sovětské státní vyznamenání založené roku 1978.

## Historie
Medaile byla založena dekretem prezidia Nejvyššího sovětu Sovětského svazu dne 28. července 1978. Celkem bylo toto vyznamenání uděleno přibližně 25 tisícům lidí.

## Pravidla udílení
Medaile byla udílena aktivním účastníkům rozvoje těžby nerostných zdrojů a rozvoje ropného a plynového komplexu západní Sibiře. Udílena byla za nezištnou práci v identifikaci, průzkumu a rozvoji ropných a plynových polí, za práci ve výrobě a průmyslovém zpracování ropy a zemního plynu, za výstavbu průmyslových a bytových staveb a dopravních cest, za zásluhy o dodávky energií, dopravu a další služby pro ropný a plynárenský komplex, jakož i zaměstnancům výzkumných a projekčních organizací, institucí a to i z nevýrobní oblasti, stranických, sovětských a odborových orgánů a orgánů Komsomolu, které se nacházely na území ropného a plynárenského komplexu a kteří svou prací přispěli k jeho rozvoji. Podmínkou pro její udělení byla práce v oblasti ropného a plynového komplexu západní Sibiře po dobu nejméně tří let.
Nominace na udělení této medaile podávaly správy podniků, organizací a institucí ve spojení se stranickými, odborovými a komsomolskými organizacemi, stejně jako městské či sovětské orgány veřejné správy.
Spolu s medailí bylo každému příjemci předáno i osvědčení o udělení vyznamenání. Toto osvědčení mělo podobu kartonové brožurky o rozměrech 8 × 11 cm, ve které byl uveden název vyznamenání, údaje o příjemci a oficiální razítko a podpis pověřené osoby.
Medaile Za osvojení nerostných surovin a rozvoj petrochemického komplexu západní Sibiře se nosí nalevo na hrudi. V přítomnosti dalších sovětských medailí se nachází za medailí Za přeměnu nečernozemě RSFSR. Pokud se nosí s vyznamenáními Ruské federace, pak mají ruská vyznamenání přednost.

## Popis medaile
Medaile pravidelného kulatého tvaru o průměru 32 mm je vyrobena z mosazi. Na přední straně je v popředí symbol srpu a kladiva, v pozadí jsou ropné plošiny. Při vnějším okraji medaile je nápis v cyrilici За освоение недр и развитие нефтегазового комплекса Западной Сибири. Ve spodní části je pěticípá hvězda. Na zadní straně medaile je pěticípá hvězda s cípy složenými z paprsků vycházejících z jejího středu. Na této hvězdě je položena další pěticípá hvězda překrytá nápisem CCCP. Pod tímto symbolem je zkřížená dubová a vavřínová větev. Všechny nápisy i obrázky jsou konvexní. Okraje medaile jsou vystouplé.
Medaile je připojena pomocí jednoduchého kroužku ke kovové destičce ve tvaru pětiúhelníku potažené hedvábnou stuhou z moaré. Stuha je široká 24 mm. Skládá se z modrého pruhu širokého 6 mm, na který z obou stran navazuje černý proužek široký 2 mm, bílý proužek široký 1 mm a světle zelený pruh široký 6 mm.